# Borislav Mikhailov
Pour les articles homonymes, voir Boris Mikhaïlov.
Borislav Mikhailov, né le 12 février 1963 à Sofia, est un footballeur bulgare, gardien de but. C'est le père du gardien de but du FC Twente (prêté par Liverpool FC) Nikolay Mikhailov.
Mikhailov était le capitaine des bulgares lorsque ceux-ci ont atteint, à la surprise générale, les demi-finales de la coupe du monde 1994, en éliminant notamment l'Allemagne. Il a notamment joué à Mulhouse en D2 française, ce qui laisse entendre qu'il était à l'époque sous-coté.
Avec le Mundial 1986 et le Mondial 1998 en France, Mikhailov aura disputé trois coupes du monde avec la sélection bulgare.
Après sa carrière de joueur, Mikhailov a entamé une carrière de dirigeant. Il est actuellement président de la Fédération bulgare de football.
Borislav Mikhailov a démissionné de son poste de président de la fédération bulgare de football, à la suite des incidents de cris racistes du match Bulgarie-Angleterre pour la qualification de Euro 2020 

## Clubs
| Période   | Club          | Pays       |
| --------- | ------------- | ---------- |
| 1981-1989 | Levski Sofia  | Bulgarie   |
| 1989-1991 | CF Belenenses | Portugal   |
| 1991-1994 | FC Mulhouse   | France     |
| 1994-1995 | Botev Plovdiv | Bulgarie   |
| 1995-1997 | Reading FC    | Angleterre |
| 1997-1998 | Slavia Sofia  | Bulgarie   |
| 1998-1999 | FC Zurich     | Suisse     |

## Palmarès
- Champion de Bulgarie avec le Levski Sofia en 1984, 1985 et 1988
- Vainqueur de la Coupe avec le Botev Plovdiv en 1995